# Żółw pustynny
Żółw pustynny (Centrochelys sulcata) – gatunek żółwia z rodziny żółwi lądowych (Testudinidae); jedyny występujący współcześnie przedstawiciel rodzaju Centrochelys.

## Zasięg występowania
Żółw pustynny występuje w Afryce (Mauretania, Senegal, Mali, Burkina Faso, Benin, Niger, Nigeria, Kamerun, Czad, Sudan, Erytrea, Etiopia, Sudan Południowy i Republika Środkowoafrykańska). 

## Charakterystyka
Osiąga do 0,5 m długości oraz około 50 kg masy ciała. Jego pancerz grzbietowy, o ochronnej szaro-beżowej barwie i o wyraźnym rysunku, jest silnie wysklepiony. Kończyny pokryte są długimi i stosunkowo ostrymi wyrostkami rogowymi. Zaniepokojony, błyskawicznie chowa głowę do skorupy, całkowicie zasłaniając otwór przednimi kończynami.
W ogrodach zoologicznych spotykany jest rzadko. W Polsce znajduje się cała hodowla we Wrocławskim ZOO.